# Kirche Gümligen

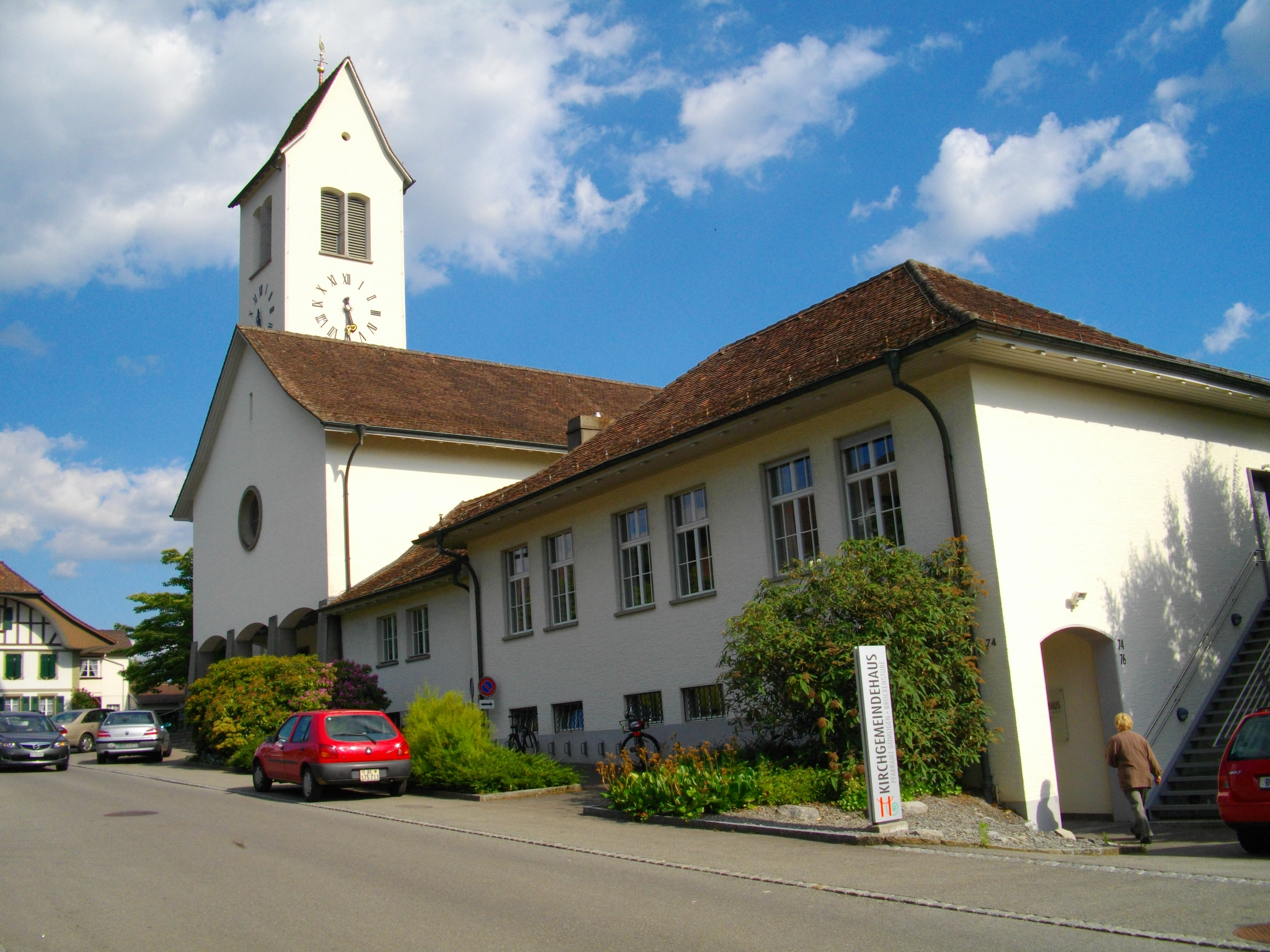
Reformierte Kirche Gümligen

Die Kirche Gümligen ist das Gotteshaus der Kirchgemeinde Muri-Gümligen der Reformierten Kirchen Bern-Jura-Solothurn im Ortsteil Gümligen der Gemeinde Muri bei Bern im Kanton Bern.

## Geschichte
Schon in der Mitte des 19. Jahrhunderts bestand in Gümligen der Wunsch nach einem lokalen Filialgottesdienst. So wurde allmonatlich im Haus der Stürlers ein Gottesdienst abgehalten. Dies ist bekannt, weil  1862 Stürlers Frau vom Gemeinderat eine Zusicherung wünschte, dass die in ihrem Haus durchgeführten Gottesdienste nach ihrem Ableben oder Wegzug im Schulhaus abgehalten werden können. Da diesem Anliegen entsprochen wurde, schenkte die Gesuchstellerin der Gemeinde 500 Franken für das Schulgut.
In den folgenden Jahren wuchs die Bevölkerung und die Belastung des Pfarrers von Muri nahm stetig zu. Am 29. April 1938 beschloss der Kirchgemeinderat, an die kirchlichen Oberbehörden einen Antrag für eine zweite Pfarrstelle zu richten. Dieser wurde abgelehnt mit der Begründung, die Kirchgemeinde habe noch keine Vorkehrungen für den Bau der dafür notwendigen kirchlichen Räume getroffen. Deshalb beschloss der Kirchgemeinderat 1941 die Planung eines Kirchgemeindehauses in Gümligen aufzunehmen, wofür 1942 eine Spende von 10'000 Franken für das Grundstück einging. Der Synodalrat wünschte aber, dass eine Kirche und nicht nur ein Kirchgemeindehaus in Gümligen erbaut werden sollte. Doch er bewilligte eine Stelle für einen Gemeindevikar. Die Stelle konnte am 4. November 1943 mit VDM Hans Frank besetzt werden. Gleichzeitig konnte im alten Dorfkern von Gümligen einen Bauplatz für die Kirche erworben werden. Das Vikariat wurde 1948 zum zweiten Pfarramt umgewandelt.
Der Projektwettbewerb für den Bau der Kirche, Kirchgemeindehaus und Pfarrhaus wurde 1944 ausgeschrieben. Den ersten Preis gewann Max Boehm, der auch mit der Weiterbearbeitung des Gesamtprojektes beauftragt wurde. Nach der Bereinigung der Pläne wurde zuerst mit dem Bau des Pfarrhauses begonnen, das 1949 bezogen werden konnte. 1950 wurde das Kirchgemeindehaus eingeweiht. Für die Mittelbeschaffung für die Kirche wurde im September 1951 ein grosses Dorffest veranstaltet.
Baubeginn für die Kirche war am 4. Mai 1953. Am 28. Oktober 1953 konnte die Aufrichte gefeiert. Die fünf Glocken der Giesserei Rüetschi wurden am 10. Juni 1954 aufgezogen. Am 1. Advent 1954 wurde die Kirche eingeweiht. Sie erhielt zwischen 1953 und 1964 Glasfenster des Berner Glasmalers Max Rudolf von Mühlenen. An der Ostseite sind vier Fenster zum Weihnachtsfestkreis, das Chorfenster Richtung Süden setzt das Hohelied der Liebe (1. Korinther 13) ins Bild, und die vier Fenster der Westseite zeigen Palmsonntag, Gründonnerstag und Karfreitag. Der Abendmahlstisch und der mit Reliefs geschmückte Taufstein wurden vom Bildhauer Max Fueter gestaltet. Die Orgel wurde von der ortsansässigen Firma Wälti geliefert.
Im Sommer 2008 wurden Kirchturm, Turmuhr und Geläute saniert. Dank der neuen Elektronik lassen sich die Motoren sehr exakt steuern. Seither klingen die Glocken leiser und harmonischer.